# NGC 6586
NGC 6586 је спирална галаксија у сазвежђу Херкул која се налази на NGC листи објеката дубоког неба.
Деклинација објекта је + 21° 5' 27" а ректасцензија 18h 13m 38,4s. Привидна величина (магнитуда) објекта NGC 6586 износи 13,8 а фотографска магнитуда 14,7. NGC 6586 је још познат и под ознакама UGC 11164, MCG 4-43-16, CGCG 142-28, IRAS 18114+2104, PGC 61600.